# Sapingia intuta
Sapingia intuta är en insektsart som beskrevs av Nielson 1979. Sapingia intuta ingår i släktet Sapingia och familjen dvärgstritar. Inga underarter finns listade i Catalogue of Life.